# Sénouvo Agbota Zinsou
Pour les articles homonymes, voir Zinsou.
Sénouvo Agbota Zinsou, né le 6 juin 1946, est un écrivain et metteur en scène togolais.

## Biographie

### Enfance et études
Né à Lomé, Zinsou étudie en France le théâtre et la communication. En 1968, à la suite de son travail avec plusieurs groupes d'étudiants, il cofonde une troupe de théâtre universitaire.

### Carrière
En 1972, au Grand Prix du Concours Théâtral Interafricain de Lagos, il reçoit le premier prix pour sa pièce On joue la comédie ; pièce pour laquelle il effectuera une tournée en France.
De 1978 à 1990, Zinsou est directeur de la Troupe Nationale Togolaise, où il met en scène ses propres textes, comme L'Arc en Ciel et Le Club. La première de La Tortue qui Chante a lieu en 1966 lors du Sommet de la Francophonie à Lomé, et fut plus tard joué en France au Festival de Limoges de 1987.

## Ouvrages
Zinsou est également l'auteur de nouvelles et de pièces courtes, publiées en France par Hatier. Parmi ses œuvres on peut citer Yévi et l'Éléphant Chanteur ou encore Le Médicament, des contes satiriques moquant les travers de la société togolaise.
Il a dû émigrer en Allemagne, ce qui n'empêche pas la présence de son théâtre sur la scène africaine.